# Horn (musikinstrument)

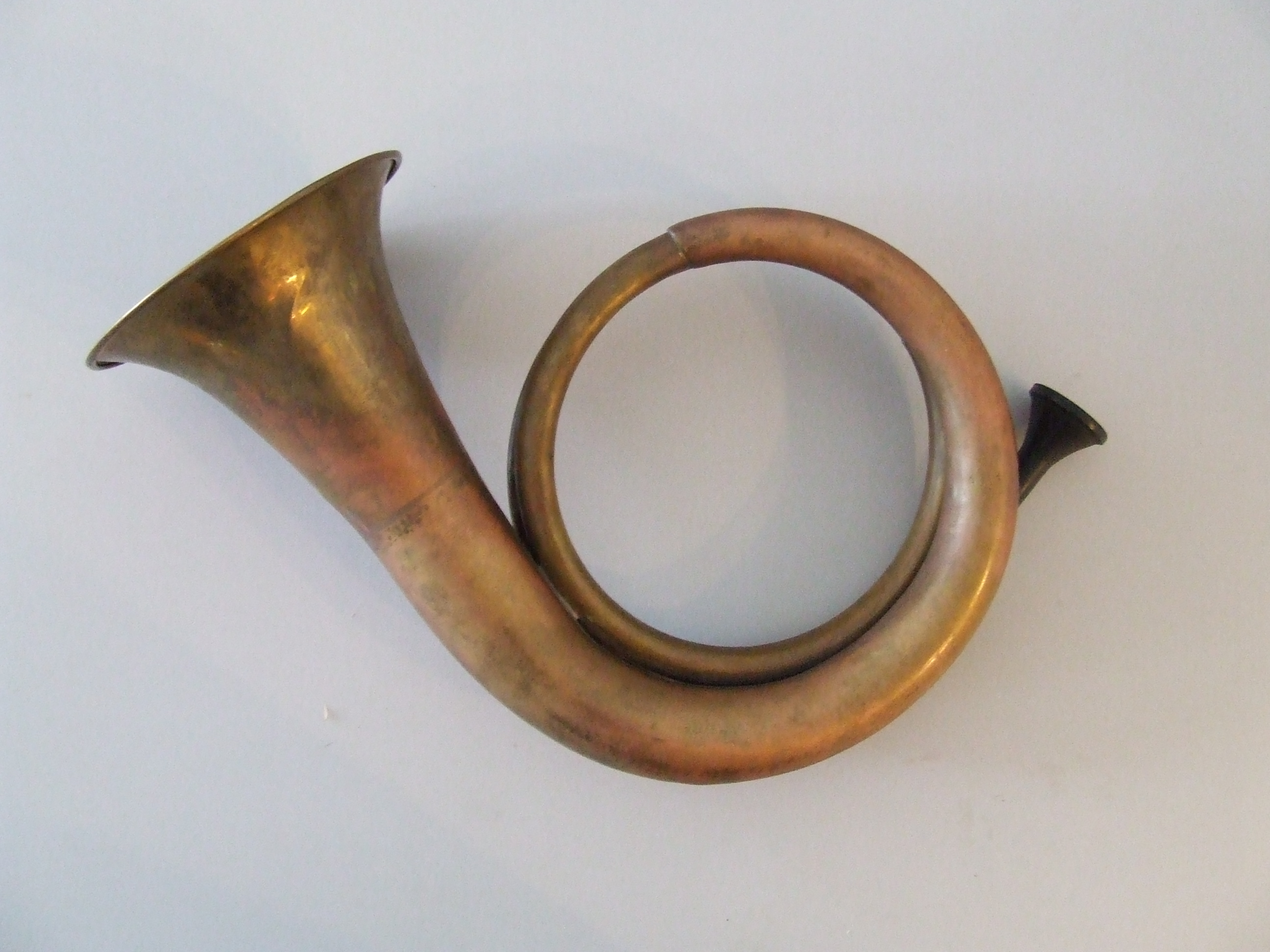
Naturhorn.

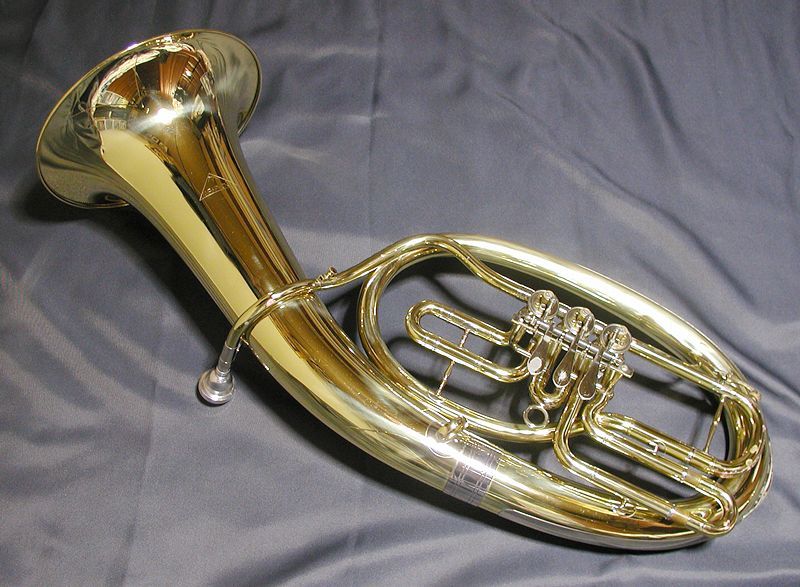
Tenorhorn.

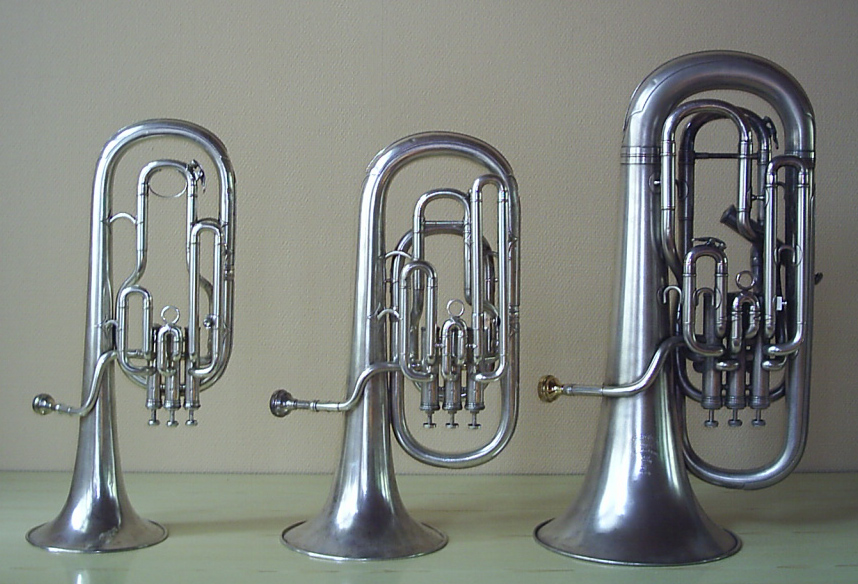
Från vänster: althorn, baryton och eufonium.

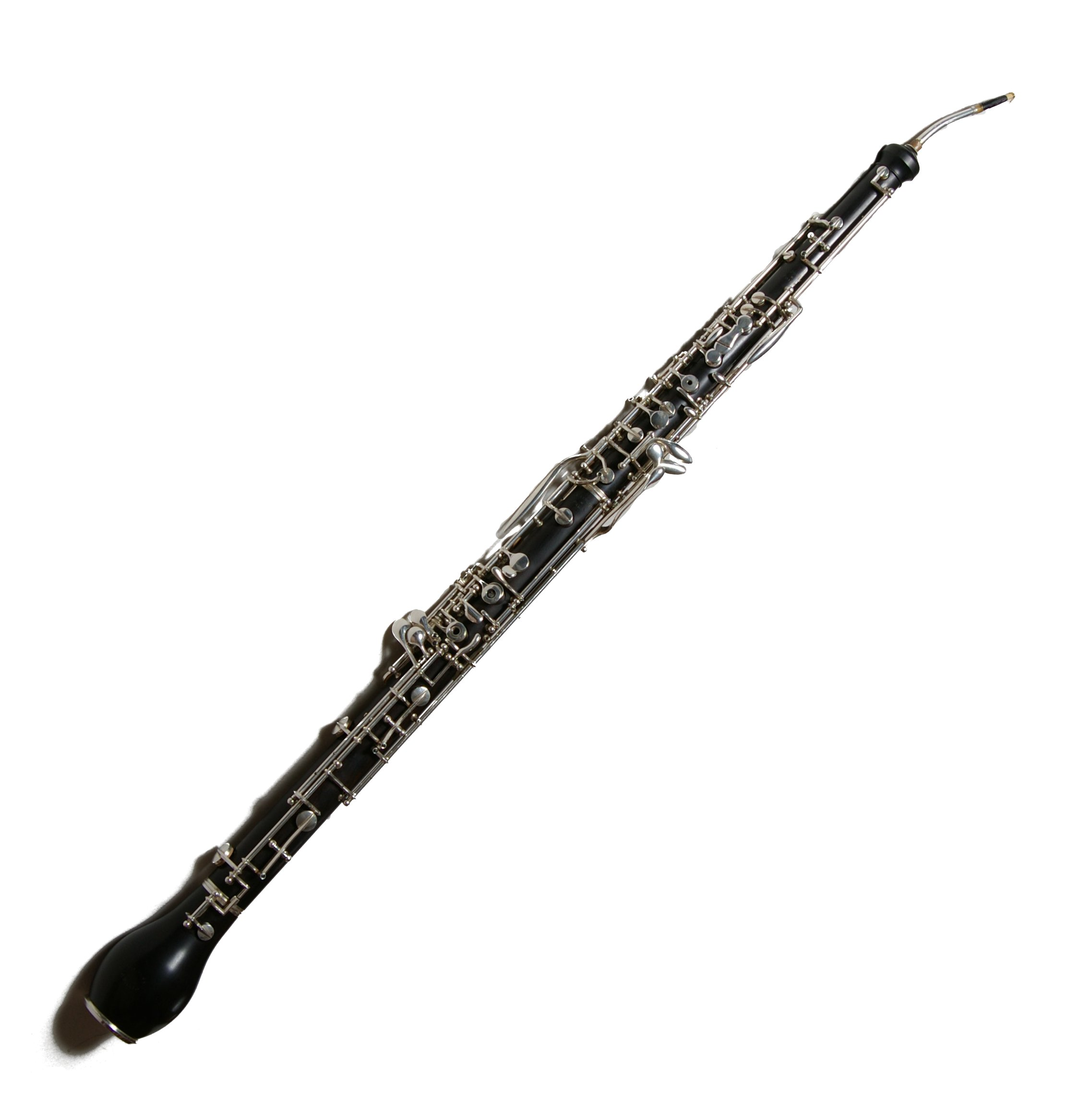
Engelskt horn.

Horn är ursprungligen, och rent etymologiskt ett signal- eller musikinstrument skapat av ett djurhorn, t.ex. antilop, bock, buffel, get, ko, oxe, tjur, eller vädur, men idag vanligen ett bleckblåsinstrument med skålformat munstycke och vidgat klockstycke eller ett rörbladsinstrument.

## Exempel

### Bleckblåsinstrument
- Valthorn (ofta benämnt enbart horn)
- Naturhorn (även naturtrumpet)
- Althorn
- Tenorhorn
- Baryton
- Eufonium
- Flygelhorn

### Träblåsinstrument
- Bassetthorn
- Engelskt horn

### Signalinstrument
- Blåshorn (även kohorn, vallhorn)
- Bygelhorn
- Jakthorn
- Jägarhorn
- Posthorn